# Globipes simplex
Espèce
Synonymes
- Eurybunus simplex Schenkel, 1951

Globipes schultzei est une espèce d'opilions eupnois de la famille des Globipedidae.

## Distribution
Cette espèce est endémique de Californie aux États-Unis.

## Description
La femelle holotype mesure 4,5 mm.

## Systématique et taxinomie
Cette espèce a été décrite sous le protonyme Eurybunus simplex par Schenkel en 1951. Elle est placée dans le genre Globipes par Cokendolpher en 1980.

## Publication originale
- Schenkel, 1951 : « Spinnentiere aus dem westlichen Nordamerika, gesammelt von Dr. Hans Schenkel-Rudin. Zweiter Teil. » Verhandlungen der Naturforschenden Gesellschaft in Basel, vol. 62, p. 24–62.